# Нипсеи
Нипсеите са тракийско племе в Източна Тракия.
За първи път е споменато от Херодот във връзка с похода на Дарий I срещу скитите. Името идва от град Нипса в Тракия. 
Племето на нипсеите населява земите южно от Хемус към  Месембрия (днешен Несебър) и до Бургаските езера.